# Leuze-en-Hainaut
Pour les articles homonymes, voir Leuze et Hainaut.
Leuze-en-Hainaut (prononcé [løz ɑ̃ ɛno]  ; en picard : Leuze-in-Hénau, en wallon : Leuze-e-Hinnot) est une ville francophone de Belgique située en Région wallonne dans la province de Hainaut.

## Toponymie
L’étymologie de Leuze provient de l'adjectif latin lutosus, a, um signifiant « marécageux, boueux ». L'endroit où s'est érigé Leuze était autrefois entrecoupé de marais bourbeux. Une similarité avec Paris qui s'appelait avant Lutèce. Lutosa est l'ancien nom de Leuze qui tient cette particularité homonymique avec Paris d'être fondée sur des marais. Lutosa et Lutèce signifiant la boueuse.
Le nom du Leuze du département de l'Aisne a exactement la même origine.

## Géographie

### Sections de la commune
Depuis la fusion des communes en 1977, Leuze-en-Hainaut regroupe les anciennes communes suivantes:
| #  | Nom                 | Superf. (km²). | Habitants (2020). | Habitants par km² | Code INS |
| -- | ------------------- | -------------- | ----------------- | ----------------- | -------- |
| 1  | Leuze               | 13,04          | 7.096             | 544               | 57094A   |
| 2  | Grandmetz           | 7,70           | 704               | 91                | 57094B   |
| 3  | Chapelle-à-Wattines | 8,38           | 912               | 109               | 57094C   |
| 4  | Chapelle-à-Oie      | 5,51           | 378               | 69                | 57094D   |
| 5  | Blicquy             | 8,76           | 758               | 86                | 57094E   |
| 6  | Tourpes             | 9,24           | 934               | 101               | 57094F   |
| 7  | Willaupuis          | 2,67           | 544               | 204               | 57094G   |
| 8  | Pipaix              | 8,76           | 1.600             | 183               | 57094H   |
| 9  | Gallaix             | 1,84           | 233               | 126               | 57094J   |
| 10 | Thieulain           | 8,22           | 773               | 94                | 57094K   |

### Communes limitrophes
| Frasnes-lez-Anvaing | Frasnes-lez-Anvaing | Ath    |
| Tournai             | Leuze-en-Hainaut    | Ath    |
| Péruwelz            | Péruwelz, Belœil    | Belœil |

## Population et société

### Populations
Les populations des différentes sections de commune au 21 février 2020 :
1. Blicquy : 769 Bliquytois ;
2. Chapelle-à-Oie : 409 Chapellois ;
3. Chapelle-à-Wattines : 844 Chapellois ;
4. Gallaix : 231 Gallaisiens ;
5. Grandmetz : 691 Grandmetois ;
6. Leuze : 6917 Leuzois ;
7. Pipaix : 1574 Pipaisiens ;
8. Thieulain : 764 Thieulinois ;
9. Tourpes : 920 Tourpiers ;
10. Willaupuis : 528 Willaupuisiens.

| #    | Nom                 | Superficie | Population (2020) | %      | Densité de population (hab./km²) | Hommes | %     | Femmes | %     | Hommes belges | Hommes étrangers | Femmes belges | Femmes étrangères |
| ---- | ------------------- | ---------- | ----------------- | ------ | -------------------------------- | ------ | ----- | ------ | ----- | ------------- | ---------------- | ------------- | ----------------- |
| I    | Blicquy             | 9,11       | 769               | 5,63   | 84,41                            | 3.305  | 47,78 | 3.612  | 52,22 | 3.173         | 132              | 3.503         | 109               |
| II   | Chapelle-à-Oie      | 5,52       | 409               | 3,00   | 74,09                            | 198    | 48,41 | 211    | 51,59 | 196           | 2                | 209           | 2                 |
| III  | Chapelle-à-Wattines | 8,16       | 844               | 6,18   | 103,43                           | 408    | 48,34 | 436    | 51,66 | 403           | 5                | 432           | 4                 |
| IV   | Gallaix             | 1,84       | 231               | 1,69   | 125,54                           | 113    | 48,92 | 118    | 51,08 | 112           | 1                | 118           | 0                 |
| V    | Grandmetz           | 7,65       | 691               | 5,06   | 90,33                            | 345    | 49,93 | 346    | 50,07 | 339           | 6                | 342           | 4                 |
| VI   | Leuze               | 12,87      | 6.917             | 50,69  | 537,45                           | 3.305  | 47,78 | 3.612  | 52,22 | 3.173         | 132              | 3.503         | 109               |
| VII  | Pipaix              | 8,65       | 1.437             | 11,53  | 162,13                           | 761    | 48,35 | 813    | 51,65 | 743           | 18               | 800           | 13                |
| VIII | Thieulain           | 8,10       | 764               | 5,60   | 94,32                            | 360    | 47,12 | 404    | 52,88 | 355           | 5                | 391           | 13                |
| IX   | Tourpes             | 9,43       | 833               | 6,74   | 88,34                            | 460    | 50,00 | 460    | 50,00 | 449           | 11               | 456           | 4                 |
| X    | Willaupuis          | 2,33       | 528               | 3,87   | 226,61                           | 256    | 48,48 | 272    | 51,52 | 250           | 6                | 265           | 7                 |
| XI   | TOTAUX              | 73,66      | 13.647            | 100,00 | 185,27                           | 6.588  | 48,27 | 7.059  | 51,73 | 6.395         | 193              | 6.901         | 158               |

### Démographie: Avant la fusion des communes
- Source: DGS recensements population

### Démographie: Commune fusionnée
En tenant compte des anciennes communes entraînées dans la fusion de communes de 1977, on peut dresser l'évolution suivante :
Les chiffres des années 1831 à 1970 tiennent compte des chiffres des anciennes communes fusionnées.
- Source: DGS , de 1831 à 1981=recensements population; à partir de 1990 = nombre d'habitants chaque 1 janvier[4]

## Histoire

### Origine
L'endroit actuellement occupé par la ville de Leuze-en-Hainaut n'était probablement à l'origine qu'une zone marécageuse située aux sources de la Dendre. Les traces d'occupation les plus anciennes sont à rechercher dans le village de Blicquy, où ont été retrouvés de nombreux vestiges archéologiques datant de la préhistoire et de l'époque gallo-romaine, zone traversée par une chaussée romaine reliant Bavai à Velseke.
C'est au début du IXe siècle que Leuze apparaît dans les sources d'époque carolingienne.« Leuze était un fisc royal que l'empereur Charlemagne donna en 802 à Ludger, premier évêque de Munster.  Il en est fait mention dans l'acte de partage du Royaume de Lotharingie en 870 entre Charles-le-Chauve, roi de France,  et Louis, roi de Germanie; cette ville échu à Charles.  Leuze était située dans la forêt charbonnière et faisait partie de l'ancien Brabant.  Il y avait un collège de chanoines, fondé par Saint-Amand, restauré et doté au XIe siècle. C'est dans cette riche collégiale que reposaient les cendres du bienheureux Badilon qui, dit-on, rapporta le corps de Sainte-Marie-Magdelaine de Jérusalem à Verceil en Bourgogne[réf. nécessaire].
En 1071, la comtesse de Hainaut, Richilde, donna à l'évêque de Liège Leuze, Antoing et Condé.  Cette ville portait déjà en 1000 le titre d'oppidum.  Elle fut brûlée et sa forteresse démolie en 1477 par les Français, en guerre avec Marie de Bourgogne. »

### Bataille de Leuze (1691)
En 1691 a lieu la Bataille de Leuze durant les guerres de la Ligue d'Augsbourg (1688-1697). L'essentiel de la bataille se déroule en face du château de la Catoire à Blicquy et consista surtout en un combat de cavalerie. L'armée française, en infériorité numérique, remporte la victoire.

### La "cité bonnetière"
La ville de Leuze-en-Hainaut se développe au XIXe siècle et durant la première moitié du XXe siècle grâce à l'industrie textile et aux bonneteries, d'où son surnom de "cité bonnetière". Il en découle que la ville est l'héritière d'un patrimoine industriel en lien avec ces activités.
La bonneterie Dujardin, située à la rue d'Ath, compte parmi les plus connues. La maison de maître abrite aujourd'hui la Justice de paix, tandis que l'usine attenante est devenue un centre d'affaires.
À partir des années 1960, la concurrence asiatique et la mondialisation causent le déclin de cette industrie.

### Une nouvelle dynamique[passage promotionnel]
Leuze-en-Hainaut semble, depuis 2012, connaitre une dynamique positive qui voit l'aboutissement de projets qui stagnaient depuis des années tels que la réhabilitation du site Motte en un centre sportif « Leuz'Arena » qui sera l'un des plus grands halls sportifs de Wallonie et le développement du zoning industriel « Leuze-Europe ».
Leuze-en-Hainaut a également été sélectionné par la Région Wallonne pour la réalisation de son projet de quartier nouveau. Il s'agit de 800 logements sur 40 hectares avec un quartier ayant une visée écologique et mettant en avant l'agriculture urbaine et semi-urbaine ainsi que les circuits-courts. Le projet leuzois a été plébiscité malgré une concurrence importante. Il est ainsi le seul projet sélectionné dans le Hainaut Occidental. De plus, Leuze-en-Hainaut semble être le nouvel eldorado vert du Hainaut occidental étant donné que les projets de transition énergétique s'y succèdent avec notamment la volonté d'installer une station de biométhanisation ainsi qu'un champ de panneaux solaires.
La charge fiscale a été diminuée par la suppression de la taxe égout offrant une assise fiscale plus intéressante pour les citoyens tout en offrant un équilibre au budget communal et en maintenant des finances saines.
Des investisseurs publics ont bien remarqué ce nouveau dynamisme dans la cité bonnetière et des projets immobiliers fleurissent dans l'entité,.

## Armoiries
|  | Les armoiries de la nouvelle entité sont inspirées par celles confirmées à la ville de Leuze en 1838. Au lieu du champ billeté, les neuf billettes rappellent les neuf communes fusionnées. Blasonnement : D'argent au lion d'azur, la queue fourchue, armé et lampassé de gueules, accompagné de neuf billettes d'azur rangées en ordre. - Délibération communale : 25 février 1992 - Arrêté de l'exécutif de la communauté : 8 décembre 1992 |
|  | Blason de Leuze Blasonnement : D'argent billeté d'azur à un lion du même armé et lampassé de gueules, la queue fourchée. - AR 16 août 1838 |
|  | Drapeau de Leuze-en-Hainaut Blasonnement : Tranché blanc sur bleu DC 25 février 1992 - AE 8 décembre 1992 |

## Politique et administration

### Collège communal
| Collège communal (2024) |                  |    |
| ----------------------- | ---------------- | -- |
| Bourgmestre             | Hervé Cornillie  | MR |
| 1er Échevine            | Aurélie Wouters  | PS |
| 2e Échevine             | Emilie Altruy    | MR |
| 3e Échevin              | Dany Garbin      | MR |
| 4e Échevin              | Jacques Dumoulin | MR |
| 5e Échevin              | Steve Abraham    | PS |
| Présidente du CPAS      | Sophie Hennart   | PS |

### Résultats par élection pour les différentes listes depuis la fusion des communes en 1976[19]
| Listes | 1976    | 1982    | 1988    | 1994    | 2000    | 2006    | 2012    | 2018    | 2024    |
| ------ | ------- | ------- | ------- | ------- | ------- | ------- | ------- | ------- | ------- |
| Avec   | -       | 2.83 %  | -       | -       | -       | -       | -       | -       | -       |
| Avant  | -       | -       | -       | -       | 9.97 %  | -       | -       | -       | -       |
| Défi   | -       | -       | -       | -       | -       | -       | -       | 5.97 %  | -       |
| Ecolo  | -       | 2.68 %  | 3.48 %  | 3.89 %  | 5.24 %  | 5.32 %  | 3.65 %  | 15.75 % | 6.97 %  |
| Eole   | -       | -       | -       | -       | -       | 1.69 %  | 1.45 %  | -       | -       |
| IC     | -       | 8.66 %  | -       | -       | -       | -       | -       | -       | -       |
| idées  | -       | -       | -       | -       | 24.45 % | 29.38 % | 38.95 % | 29.47 % | 33.88 % |
| MR     | -       | -       | -       | -       | -       | 38.27 % | 35.64 % | 30.86 % | 39.24 % |
| PLM    | -       | 0.54 %  | -       | -       | -       | -       | -       | -       | -       |
| PRL    | 43.43 % | 29.98 % | 38.12 % | 43.3 %  | 36 %    | -       | -       | -       | -       |
| PS     | 35.67 % | 37.75 % | 36.69 % | 33.22 % | 24.33 % | 25.35 % | 20.3 %  | 17.95 % | 13.96 % |
| PSC    | 17.93 % | 17.56 % | 15.59 % | 19.59 % | -       | -       | -       | -       | -       |
| PSD    | -       | -       | 6.11 %  | -       | -       | -       | -       | -       | -       |
| RW     | 2.97 %  | -       | -       | -       | -       | -       | -       | -       | -       |
| Life   | -       | -       | -       | -       | -       | -       | -       | -       | 5.95 %  |

### Les différentes majorités depuis la fusion des communes en 1976
|             | 1976      | 1982     | 1988         | 1994                         | 2000            | 2006          | 2012                | 2018                         | 2024            |
| ----------- | --------- | -------- | ------------ | ---------------------------- | --------------- | ------------- | ------------------- | ---------------------------- | --------------- |
| Majorité    | PRL / PSC | PRL / PS | PS / PSC     | PRL / PS                     | PRL / PS        | MR / PS       | Idées / MR          | MR / Idées                   | MR / PS         |
| Bourgmestre |           |          | Michel Baton | Michel Baton Jean-Pol Renard | Jean-Pol Renard | Lucien Rawart | Christian Brotcorne | Lucien Rawart / Willy Hourez | Hervé Cornillie |

### La crise politique du 3 juin 2015
Une motion de méfiance visant à changer la majorité a été déposée par le MR et le PS leuzois sous l'impulsion d'Hervé Cornillie premier échevin. Après une forte mobilisation populaire et un conseil communal animé cette motion a été rejeté : 10 voix contre, deux abstentions (Dumoulin (MR), Baton(PS)). De nombreuses personnes ont réclamé la démission d'Hervé Cornillie à la suite de ce désaveu mais le MR a défendu son premier échevin. Le parti socialiste quant à lui a signalé de ne plus vouloir monter dans aucune majorité. Christian Brotcorne (IDEES) reste donc bourgmestre et sort renforcé politiquement de cette manœuvre largement décriée dans la presse et par la population,.

### Jumelages
- Loudun (France) depuis 1961
- Carencro (États-Unis) depuis 1993
- Ouagadougou (Burkina Faso) depuis octobre 1968

## Culture et patrimoine

### Lieux et monuments

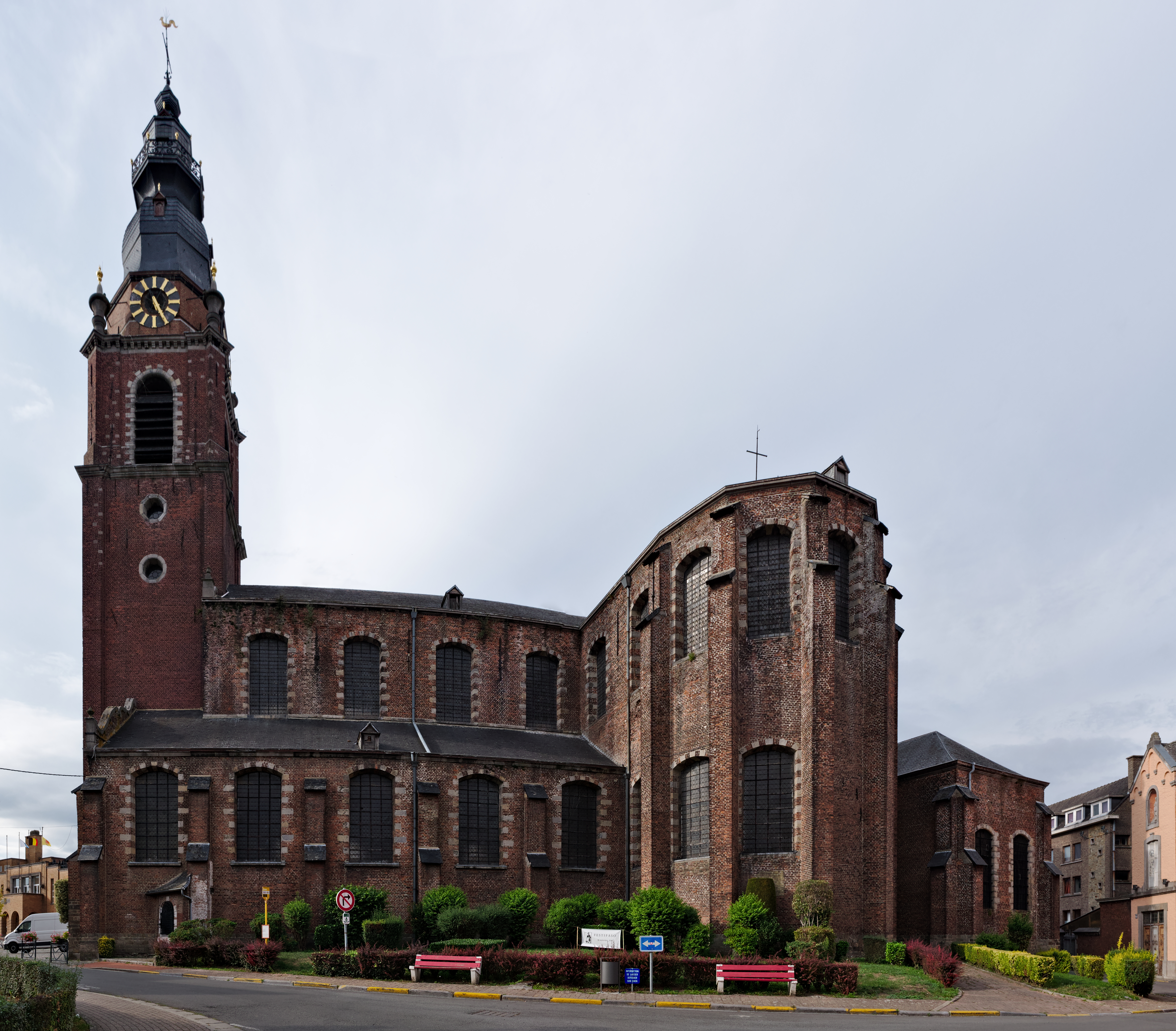
La collégiale Saint-Pierre.

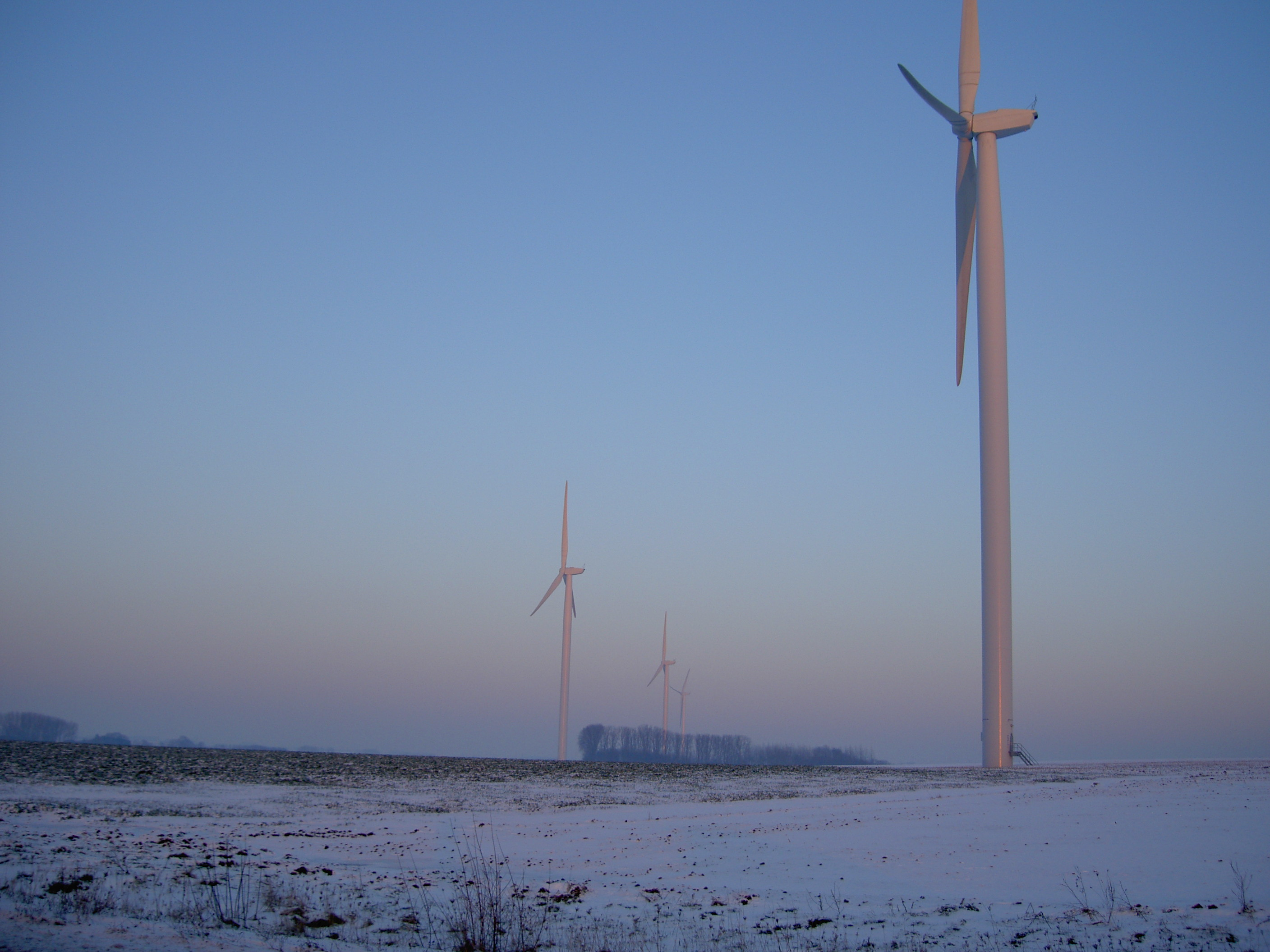
Éolienne dans les environs de Leuze-en-Hainaut.

- La vaste collégiale Saint-Pierre a été édifiée en 1745 à l'emplacement de l'ancienne église gothique détruite par un incendie. À la sobriété de sa façade s'oppose la majesté de son intérieur. On y admire en particulier de belles boiseries du XVIIIe siècle : les lambris de style Louis XV où s'incorporent les confessionnaux, et qui sont sculptés de motifs tous différents, la chaire sous laquelle est représenté un Saint Pierre enchaîné et le buffet d'orgue.
- La gare de Leuze. En 1879, l'ancien bâtiment de la gare de Tournai, construit par Auguste Payen, fut démonté et reconstruit à Leuze. Conservé de nos jours, ce bâtiment, datant de 1842 est l'un des plus anciens bâtiments de gare en Belgique.
- L'hôtel de Ville de Leuze-en-Hainaut a été érigé durant l'entre-deux-guerres en style Art déco.
- Église Saint-Lambert de Blicquy.

### Musées
- Mahymobiles. Ce musée abrite de nombreuses voitures anciennes issues de la collection Mahy. Une autre partie importante de cette collection est exposée au musée Autoworld à Bruxelles.
- Musée des 18 jours.
- Musée Gallo-Romain, ce musée, situé dans le village de Blicquy, a été supprimé en 2012. Ses collections ont été récupérées par l'Archéosite et Musée d'Aubechies asbl.

### Centre culturel
Le centre culturel de Leuze-en-Hainaut fonctionne depuis 1995 il se situe rue d'Ath.

## Enseignement
- Centre Éducatif Saint-Pierre (CESP)
- Athénée provincial de Leuze (APL)
- Haute école de Louvain-en-Hainaut (HELHa)

## Économie
La commune de Leuze-en-Hainaut compte trois brasseries de production :
- la brasserie Dubuisson et sa bière Bush à Pipaix ;
- la brasserie Dupont et sa Saison Dupont à Tourpes ;
- la brasserie à Vapeur à Pipaix .

L'entreprise de produits surgelés Lutosa, fondée à Leuze, dérive de l'étymologie latine de Leuze, lutosus, a, um.

### Centre pénitentiaire
Une nouvelle prison située à l'Est de la ville, le long de la N7, est inaugurée le 20 mai 2014. Prévue pour 312 détenus, sa construction a duré 21 mois.

## Personnalités liées à la commune
- Charles Duvivier (1834-1909), né à Leuze, historien du droit, professeur à l'Université libre de Bruxelles (ULB).
- Oscar de Séjournet (1841-1926), homme politique.
- Adrienne Jelley-Bruyère (1870-1950), née à Leuze, romancière, peintre, pianiste, mère de Daniel Van Damme, fondateur de la Maison d'Érasme à Anderlecht.
- Thierry Marichal (1973-…), cycliste professionnel.
- Christian Brotcorne (1953-…), homme politique.